# Bartolomeo Albizzi
Bartolomeo Albizzi, Bartolomeo da Pisa lub także Bartolomeo Albisi de Vico (ur. 1300 w Vicopisano, zm. 10 grudnia 1361 w Pizie) – toskański franciszkanin konwentualny, kaznodzieja, gwardian konwentu w Pizie w latach 1341–1361, hagiograf.
Jest znany z powodu napisanej przez siebie biografii bł. Gerarda z Valencii, zmarłego w Palermo w 1342. Jego dzieło zostało włączone przez Bartolomeo da Rinoncio do zbioru De Conformitate.
Po śmierci Bartolomeo Albizziego jego grób otoczony był czcią wiernych.